# Guiding Light
Guiding Light (hay còn gọi là The Guiding Light trước năm 1975; GL) là một bộ phim kịch xà phòng phát thanh và truyền hình của Mỹ. Phim đã được ghi vào Kỷ lục Guinness Thế giới là bộ phim truyền hình dài thứ nhất trong lịch sử nước Mỹ tính đến năm 2009, phát sóng trên kênh truyền hình CBS trong suốt 57 năm kể từ ngày 30 tháng 6 năm 1952 cho đến ngày 18 tháng 9 năm 2009, trong đó có 19 năm phát thanh qua radio (từ năm 1937 đến năm 1956). Với 72 năm phát thanh và truyền hình, Guiding Light là loạt phim kịch xà phòng dài nhất và là chương trình dài thứ tư trong lịch sử phát sóng các chương trình.
Khi ra mắt trên đài phát thanh vào năm 1937, phim có câu chuyện tập trung vào vị Mục sư John Ruthledge và cuộc sống của những người xoay quanh ông. "The Guiding Light" - tiêu đề ban đầu của loạt phim ám chỉ đến chiếc đèn học của Ruthledge mà mọi người thường sử dụng như một dấu hiệu để họ tìm đến sự giúp đỡ của ông khi cần thiết. Khi loạt phim chuyển sang việc phát sóng truyền hình vào những năm 1950, Bauers, một gia đình nhập cư người Đức lần đầu tiên đã được giới thiệu vào năm 1948 và sau đó trở thành tâm điểm của phim. Các gia đình và nhân vật khác cũng đã được giới thiệu trong suốt thời gian diễn ra phim, bao gồm gia đình Norrises vào những năm 1960; gia đình Marlers và Spauldings vào những năm 1970; gia đình Coopers, Lewises và Reardons vào những năm 1980.
Guiding Light được tạo ra bởi Irna Phillips và Emmons Carlson, và được khởi đầu như một loạt phim của Đài NBC bắt đầu từ ngày 25 tháng 1 năm 1937. Vào ngày 2 tháng 6 năm 1947, loạt phim đã được chuyển đến Đài phát thanh CBS trước khi bắt đầu lên sóng vào ngày 30 tháng 6 năm 1952 trên sóng truyền hình CBS. Phim sau đó vẫn tiếp tục được phát trên đài phát thanh cho đến ngày 29 tháng 6 năm 1956. Loạt phim sau đó đã được mở rộng từ 15 phút lên nửa giờ trong năm 1968 (cũng chuyển từ ghi hình trực tiếp sang ghi hình trước trong khoảng thời gian này) và sau đó là một giờ đầy đủ vào ngày 7 tháng 11 năm 1977. Bộ phim đã phát sóng đến tập thứ 15.000 trên CBS vào ngày 6 tháng 9 năm 2006.
Vào ngày 1 tháng 4 năm 2009, CBS đã thông báo rằng sẽ dừng Guiding Light sau 72 năm phát sóng (19 năm trên đài phát thanh và 57 năm trên truyền hình) do xếp hạng người xem thấp. Loạt phim đã ghi lại những cảnh phim cuối cùng vào ngày 11 tháng 8 năm 2009, và tập cuối cùng của phim đã được phát sóng vào ngày 18 tháng 9 năm 2009. Vào ngày 5 tháng 10 năm 2009, CBS đã thay thế Guiding Light bằng chương trình gameshow kéo dài một giờ Let's Make a Deal do Wayne Brady tổ chức.